# Hadula stoliczkana
Hadula stoliczkana är en fjärilsart som beskrevs av Moore 1878. Hadula stoliczkana ingår i släktet Hadula och familjen nattflyn. Inga underarter finns listade i Catalogue of Life.